# 阿卜杜勒·拉希姆 (法官)
阿卜杜勒·拉希姆爵士（烏爾都語：صاحب عبدالرحیم，孟加拉語：সাহেব আব্দুর রহিম，1867年9月7日—1952年），尊称萨希卜（乌尔都语“先生”之意）。是英属印度的一名法官和政治家，也是全印穆斯林联盟的主要成员。他于1929年至1934年担任印度人民聯盟主席，1935年至1945年担任印度中央立法会议主席。他的兒子贾拉勒丁·阿卜杜勒·拉希姆後來出任巴基斯坦的外交部部長和駐法國大使。